# Чирковицы
 Чи́рковицы — деревня в Бегуницком сельском поселении Волосовского района Ленинградской области.

## История
Впервые упоминается в Писцовой книге Водской пятины под названием сельцо Чирковичи в к Григорьевском Льешском погосте Копорского уезда.
Затем как деревня Tzirkouitza by в Григорьевском погосте в шведских «Писцовых книгах Ижорской земли» 1618—1623 годов.
На карте Ингерманландии А. И. Бергенгейма, составленной по шведским материалам 1676 года, она обозначена как деревня Sirkowitsby.
На шведской «Генеральной карте провинции Ингерманландии» 1704 года — как Sirkovitz.
Как деревня Чирковицы — на карте Санкт-Петербургской губернии Я. Ф. Шмидта 1770 года.
9 ноября 1773 года в Чирковицах родился русский промышленник, меценат, тайный советник, представитель династии промышленников Демидовых — Николай Никитич Демидов.
В 1793 году, согласно церковным документам, в Чирковицах уже существовала деревянная церковь во имя Спаса Нерукотворённого.

ЧИРКОВИЦЫ — село принадлежит тайному советнику Блоку, число жителей по ревизии: 81 м. п., 103 ж. п. В оном:

а) Церковь деревянная во имя Святых апостолов Петра и Павла.

б) Постоялый двор.

в) Питейный дом. (1838 год)

Согласно карте Ф. Ф. Шуберта в 1844 году село Чирковицы насчитывало 40 крестьянских дворов.
На этнографической карте Санкт-Петербургской губернии П. И. Кёппена 1849 года она обозначена как деревня «Tschirkowitz», расположенная в ареале расселения савакотов. В пояснительном тексте к этнографической карте она записана как Tschirkowitz (Село Чирковицы) и указано её население на 1848 год: савакотов — 5 м. п., 6 ж. п., всего 11 человек, а также указано: «кроме того проживают 9 савакотов, относящихся к приходу Каттила. Здесь же находится русская церковь и почтовая станция».

ЧИРКОВИЦЫ — деревня корнета Блока, по почтовой дороге, число дворов — 21, число душ — 59 м. п. (1856 год)

ЧИРКОВИЦЫ — деревня, число жителей по X-ой ревизии 1857 года: 53 м. п., 61 ж. п., всего 114 чел.

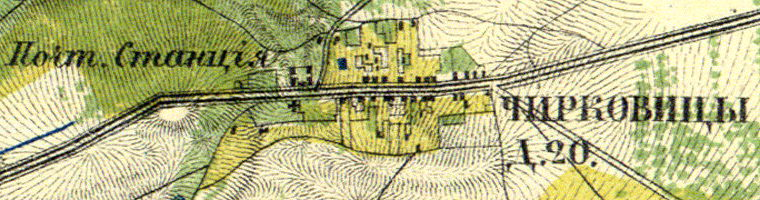
План деревни Чирковицы. 1860 год

Согласно «Топографической карте частей Санкт-Петербургской и Выборгской губерний» в 1860 году в Чирковицах было 20 дворов, имелась церковь и почтовая станция.

ЧИРКОВИЦЫ (СПАССКОЕ) — село владельческое при колодце и пруде, по Нарвскому шоссе в 37 верстах от Ямбурга, число дворов — 26, число жителей: 63 м. п., 72 ж. п.; 
Церковь православная. Почтовая станция. Ярмарка. (1862 год)

Согласно данным 1867 года ярмарка в деревне проводилась 16 августа.
В 1868 году деревянная церковь во имя святых апостолов Петра и Павла за ветхостью была разрушена, а вместо неё, в том же году была возведена архитектором И. И. Булановым каменная, во имя Спаса Нерукотворного Образа.
В 1874 года в Чирковицах открылась школа Ведомства воспитательного дома.
В 1876—1877 годах временнообязанные крестьяне деревни выкупили свои земельные наделы у К. А. Блок и стали собственниками земли.

ЧИРКОВИЦЫ — деревня, по земской переписи 1882 года: семей — 30, в них 67 м. п., 85 ж. п., всего 152 чел.

ЧИРКОВИЦЫ — деревня, число хозяйств по земской переписи 1899 года — 23, число жителей: 59 м. п., 71 ж. п., всего 130 чел.;
 разряд крестьян: бывшие владельческие; народность: русская

В конце XIX — начале XX века село административно относилось к Княжевской волости 1-го стана Ямбургского уезда Санкт-Петербургской губернии.
По данным «Памятной книжки Санкт-Петербургской губернии» за 1905 год в селе Чирковицы располагалось почтово-телеграфное отделение.
С 1917 по 1923 год село Чирковицы входило в состав Чирковицкого сельсовета Княжевско-Ильешской волости Кингисеппского уезда.
С 1923 года в составе Врудской волости.
С 1924 года в составе Корчанского сельсовета.
Согласно данным переписи населения СССР 1926 года в селе Чирковицы проживали 192 человека, все русские и одна китайская семья.
С 1927 года в составе Молосковицкого района.
С 1928 года в составе Смёдовского сельсовета.

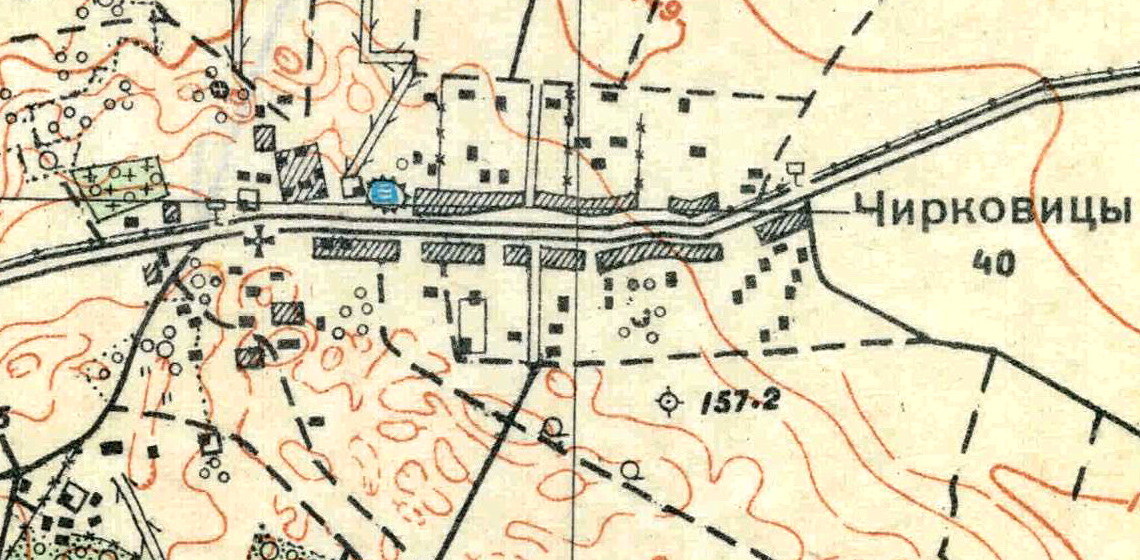
План села Чирковицы. 1930 год

Согласно топографической карте 1930 года село насчитывало 40 крестьянских дворов. В центре села находилась церковь.
С 1931 года в составе Волосовского района.
По данным 1933 года в состав Смёдовского сельсовета Волосовского района входила деревня Чирковицы.
C 1 августа 1941 года по 31 декабря 1943 года деревня находилась в оккупации.
С 1950 года в составе Ильешского сельсовета.
С 1954 года в составе Чирковицкого сельсовета.
С 1963 года в составе Кингисеппского района.
С 1965 года вновь в составе Волосовского района. В 1965 году население деревни Чирковицы составляло 165 человек.
По данным 1966 и 1973 годов деревня также находилась в составе Чирковицкого сельсовета и являлась его административным центром. В деревне располагалась центральная усадьба совхоза «Труд».
По данным 1990 года в состав Чирковицкого сельсовета входили 11 населённых пунктов: деревни Буяницы, Голятицы, Зимитицы, Ильеши, Корчаны, Неголицы, Пружицы, Смедово, Черенковицы, Чирковицы и посёлок Зимитицы, общей численностью населения 1525 человек. Административным центром сельсовета был посёлок Зимитицы.
В 1997 году в деревне проживали 44 человека, в 2002 году — 65 человек (русские — 78 %), деревня входила в состав Чирковицкой волости.
В 2007 году в деревне проживали 67, в 2010 году — 60 человек, деревня входила в состав Зимитицкого сельского поселения.
7 мая 2019 года деревня вошла в состав Бегуницкого сельского поселения.

## География
Деревня расположена в северо-западной части района на автодороге А180 (E 20) (Санкт-Петербург — Ивангород — граница с Эстонией) «Нарва».
Расстояние до административного центра поселения — 2 км. Расстояние до районного центра — 40 км.
Расстояние до ближайшей железнодорожной станции Волосово — 30 км.
Деревня находится на Ижорской возвышенности.

## Демография
| 1838 | 1862 | 1997 | 2002 | 2007 | 2010 | 2013 |
| ---- | ---- | ---- | ---- | ---- | ---- | ---- |
| 184  | ↘135 | ↘44  | ↗65  | ↗67  | ↘60  | ↘58  |
| 2017 |      |      |      |      |      |      |
| ↘48  |      |      |      |      |      |      |

### Национальный состав
Согласно данным Всероссийской переписи населения 2021 года в деревне проживали 46 человек, из них:
 русские — 41, таджики — 4, один человек национальность не указал.

## Достопримечательности
- Здание почтовой станции.
- Церковь Спаса Нерукотворного Образа.
- Напротив церкви сохранился памятник Н. Н. Демидову.

## Фото

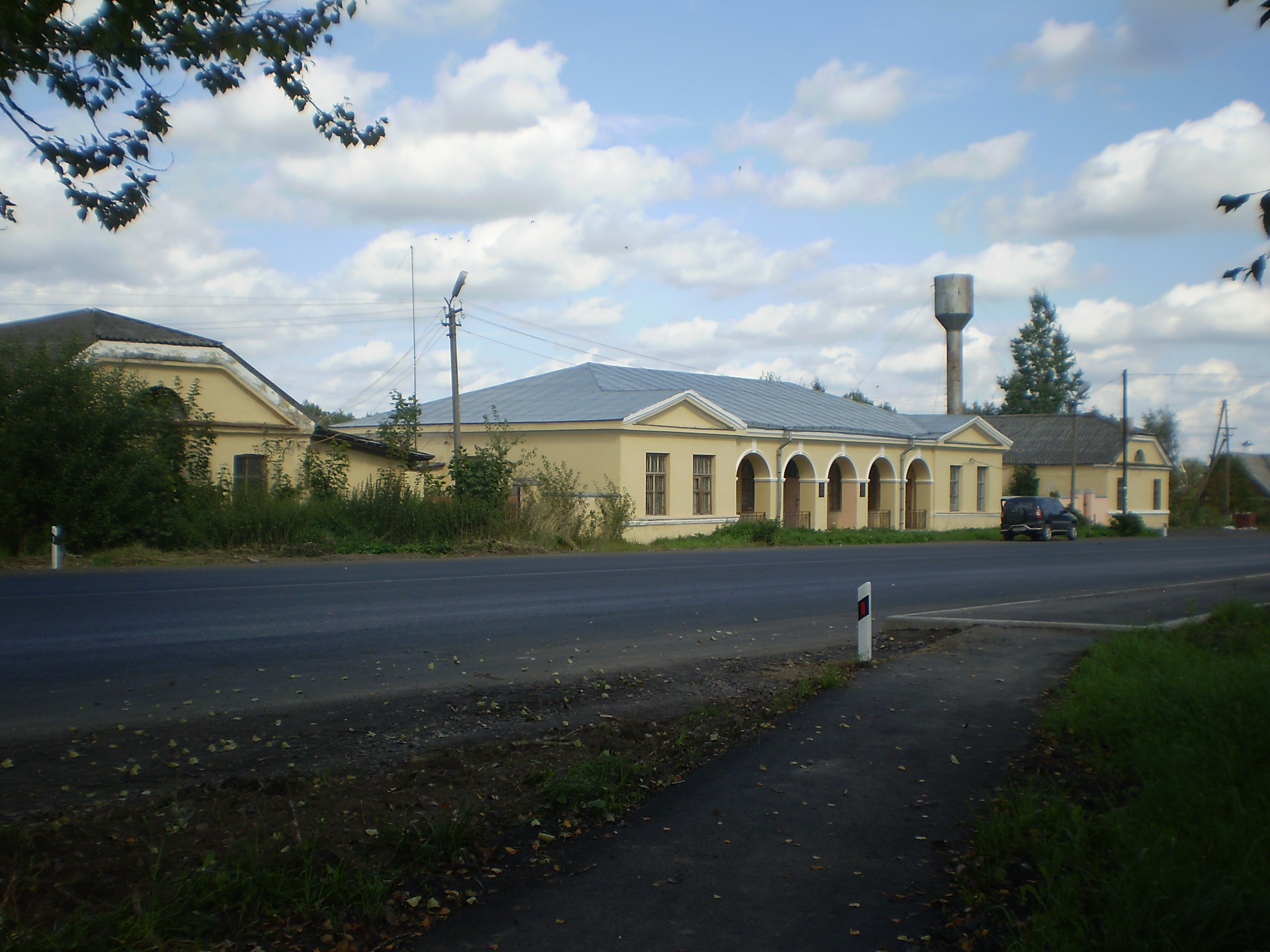
Здание почтовой станции. 2009 год
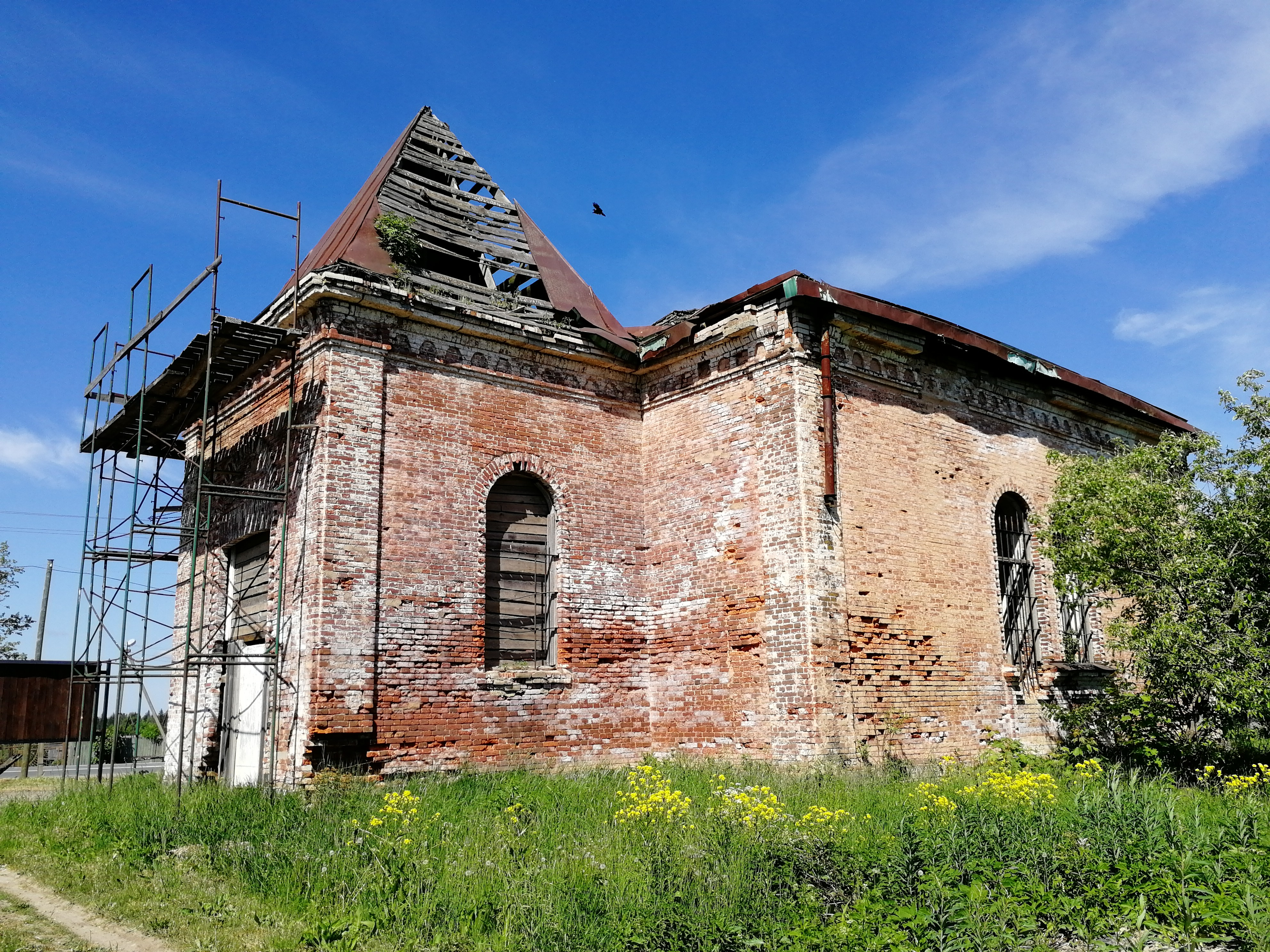
Церковь Спаса Нерукотворного образа. 2018 год
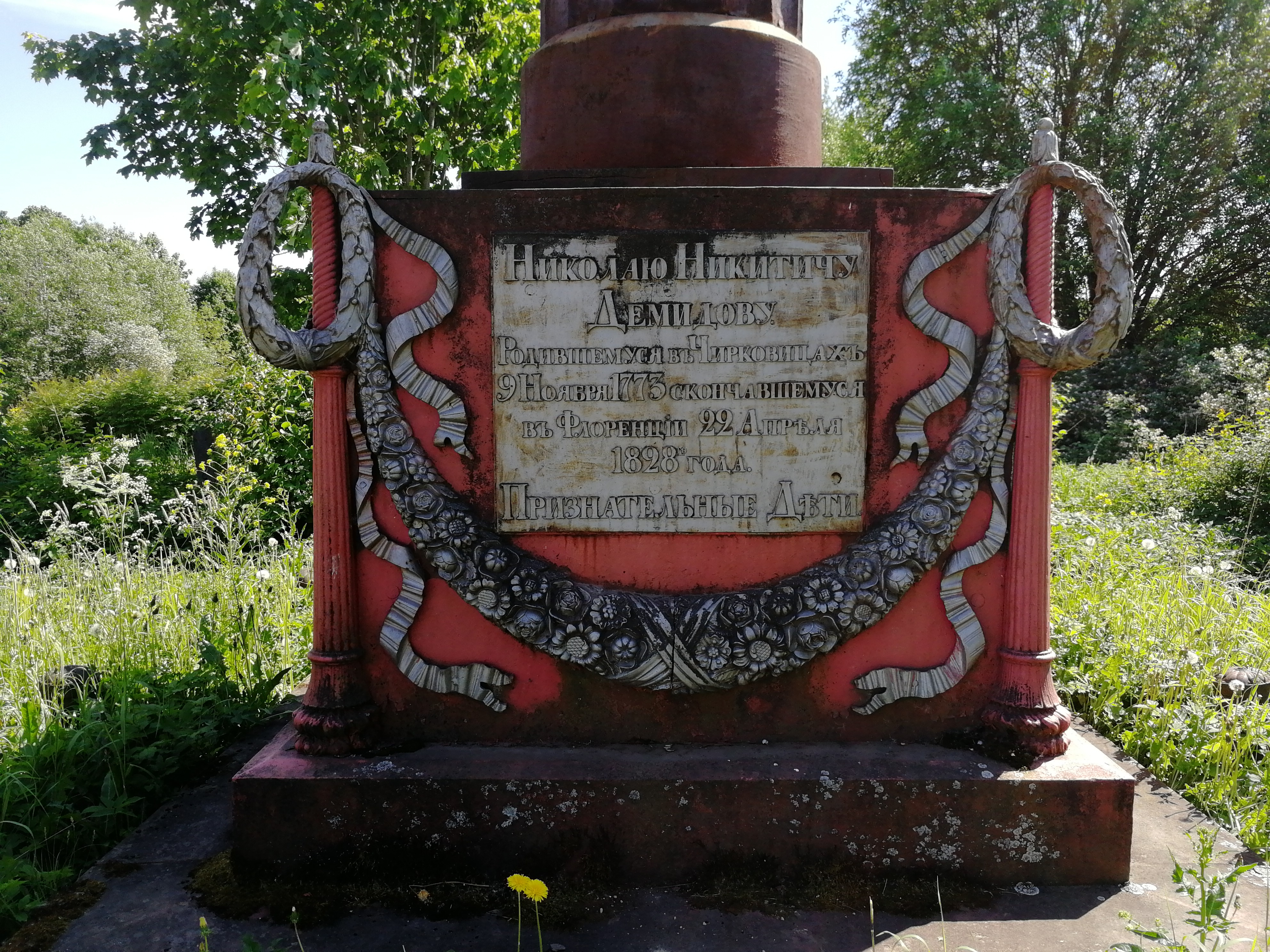
Надпись на постаменте памятника Демидову
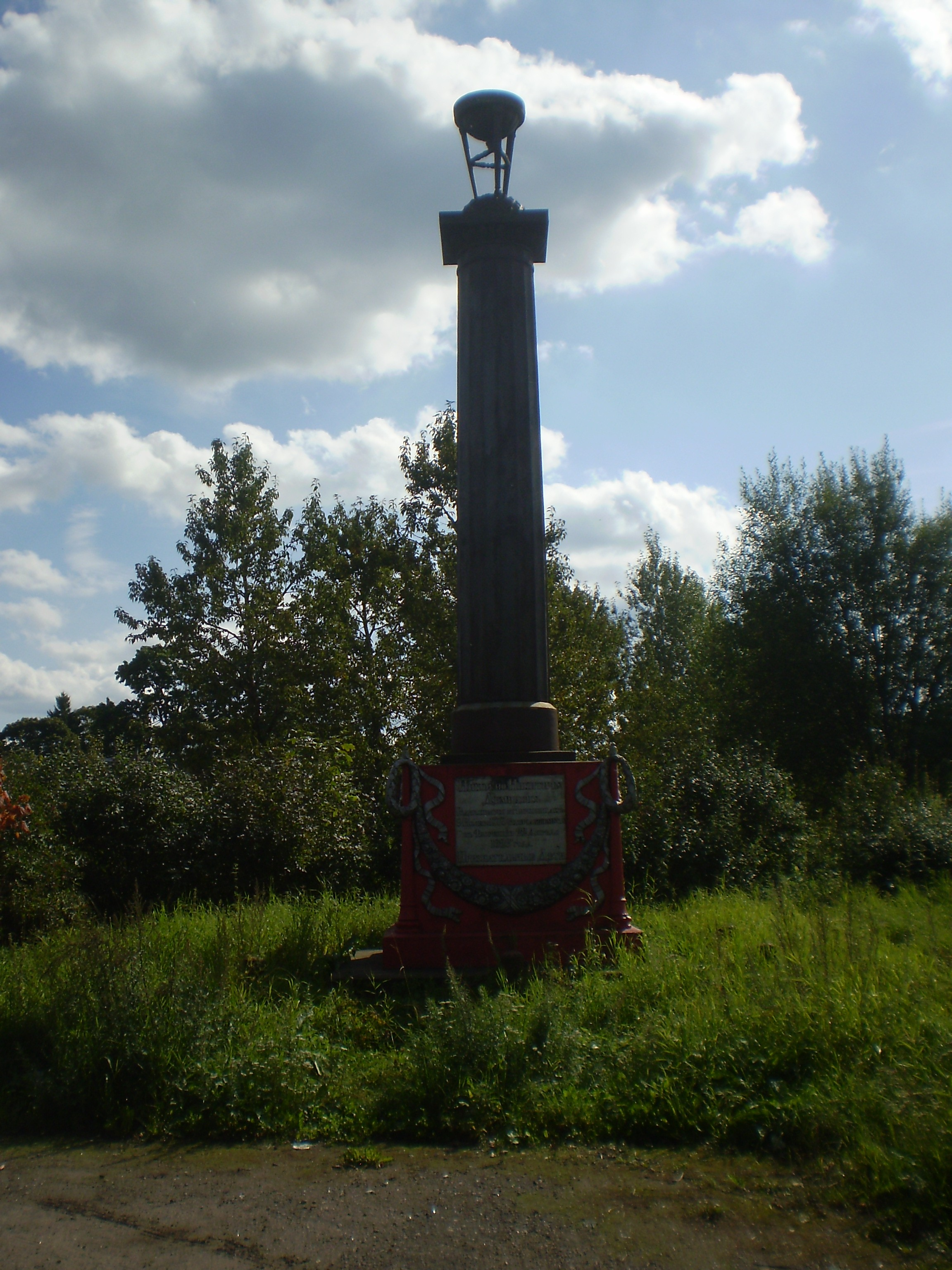
Памятник Н. Н. Демидову